# Gunnedah Airport
Gunnedah Airport är en flygplats i Australien. Den ligger i kommunen Gunnedah och delstaten New South Wales, i den sydöstra delen av landet, omkring 330 kilometer norr om delstatshuvudstaden Sydney.
Runt Gunnedah Airport är det mycket glesbefolkat, med 2 invånare per kvadratkilometer.. Närmaste större samhälle är Gunnedah, nära Gunnedah Airport. 
Trakten runt Gunnedah Airport består till största delen av jordbruksmark. Genomsnittlig årsnederbörd är 729 millimeter. Den regnigaste månaden är februari, med i genomsnitt 131 mm nederbörd, och den torraste är oktober, med 13 mm nederbörd.